# Стилометрия
Стилометрия — исследование стилистики, обычно включающее статистический анализ и относящееся к письменному тексту. Иногда этот термин может применяться к аналогичному исследованию живописи. Обычно стилометрия используется для атрибуции или датировки текста и применяется как в филологии, так и в юридической экспертизе.

## История
Основы стилометрии заложил выдающийся итальянский филолог Лоренцо Валла, опубликовав трактат «О подложности Константинова дара», в котором на основе различных, в том числе стилистических критериев доказывалось, что данный текст является подделкой. Также Валле принадлежит честь доказательства факта, что трактат «Риторика к Гереннию» не принадлежит Цицерону, а так называемые «Ареопагитики» — священномученику Дионисию Ареопагиту.
Современная стилометрия обычно построена на применении компьютеров к анализу текста.

## Дельта Бёрроуза
Одной из наиболее проверенных методик в области стилометрии на сегодня считается Delta — метод австралийского специалиста по компьютерной лингвистике Джона Бёрроуза (Университет Ньюкасла), разработанный в 2001 году.